# Alfa Romeo AR51 Matta
L'Alfa Romeo Matta est un modèle d'automobile tout-terrain, de style Jeep, fabriqué par le constructeur italien Alfa Romeo dans son usine napolitaine de Pomigliano d'Arco de 1951 à 1955.

## Historique
En 1949/50, le ministère italien de la Défense lança un appel d'offres pour la fourniture d'un véhicule tout-terrain léger AR/51 (AR - Autovettura da Ricognizione / Véhicule de reconnaissance, 51 années de leur mise en service). Les deux constructeurs italiens Fiat et Alfa Romeo présentèrent leurs modèles Fiat AR.51 Alpina et Alfa Romeo AR.51, surnommée Matta. L’AR 52 est la version civile de la 1900 M,qui est la désignation officielle d’Alfa Romeo.

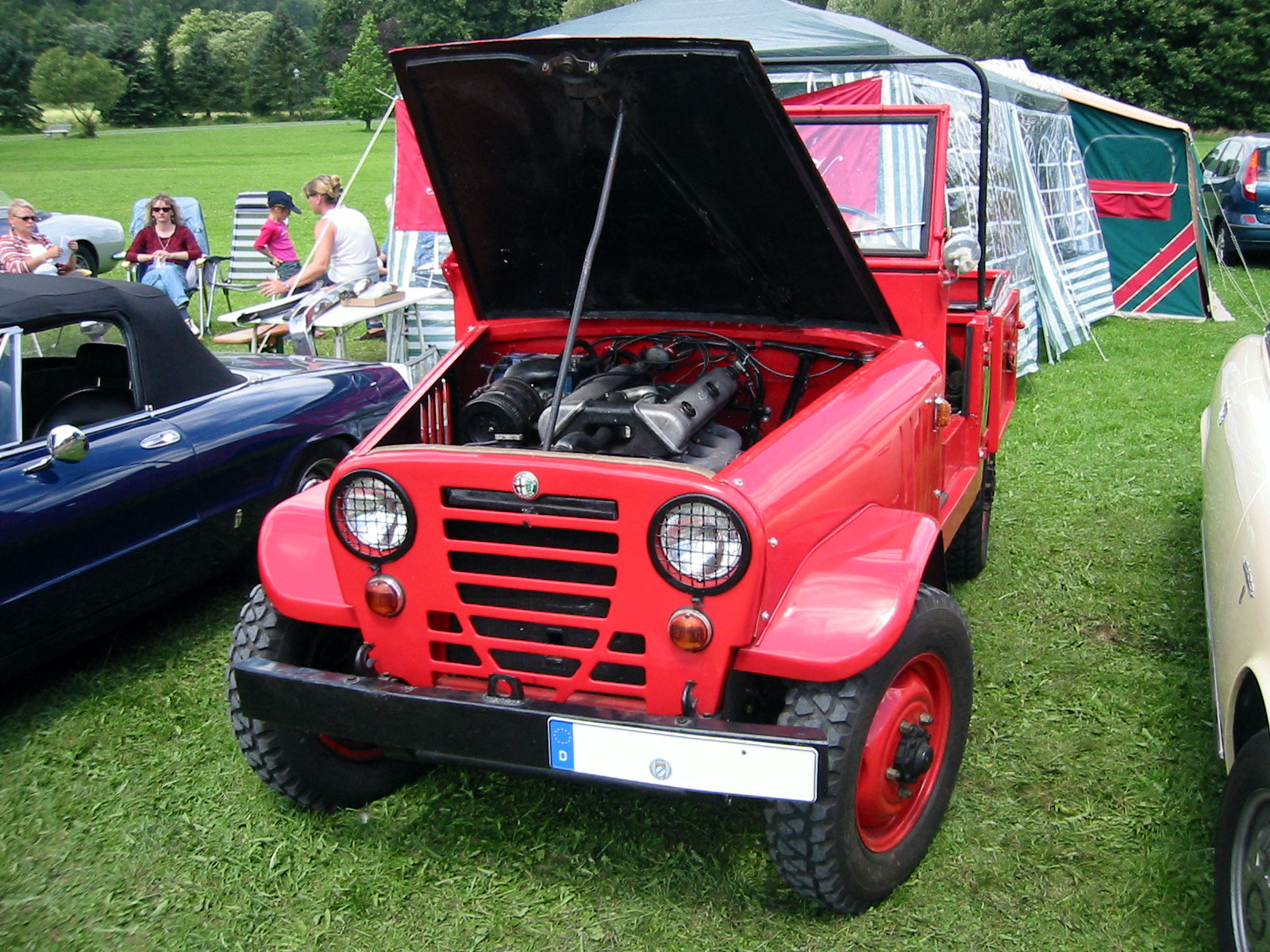
Alfa Romeo AR51 Matta.

L'appel d'offres fut gagné par Fiat dont le prototype sera renommé Fiat Campagnola pour des raisons purement commerciales.
L'Alfa AR51 Matta, en fait, était bien plus chère à fabriquer, tandis que le modèle Fiat bénéficiait de l'expérience du constructeur sur la grande série et la synergie avec d'autres modèles comme la Fiat 1400 dont elle reprenait le moteur.
De très nombreux composants du projet « Matta » étaient réalisés spécifiquement pour ce modèle avec la conséquence évidente d'une augmentation des coûts de construction. Le châssis était équipé du moteur AR 1306 à deux arbres à cames, 4-cylindres de 1 900 cm3 qui équipait la magnifique berline Alfa Romeo 1900, revu et adapté pour une utilisation sur un 4 × 4, en réduisant le taux de compression de 7,5:1 à 7:1 et en modifiant le profil des cames pour augmenter le couple à bas régime.
Le premier prototype fut utilisé pour les épreuves de qualification de l'armée qui débutèrent en mai 1951. Le premier exemplaire définitif de série fut présenté le 16 septembre 1951 à l'occasion de la Foire du Levant de Bari, en même temps que la Fiat Campagnola.
L'Alfa Matta disposait d'une conception technique très sophistiquée et offrait des prestations nettement supérieures mais pas vraiment nécessaires et son plus gros handicap résidait dans sa consommation plus élevée que celle de sa concurrente. Son prix était quasiment le triple de l'équivalent Fiat : la Matta était proposée à deux millions de £ires italiennes, la Fiat Campagnola à peine plus de 700 000 £ires.

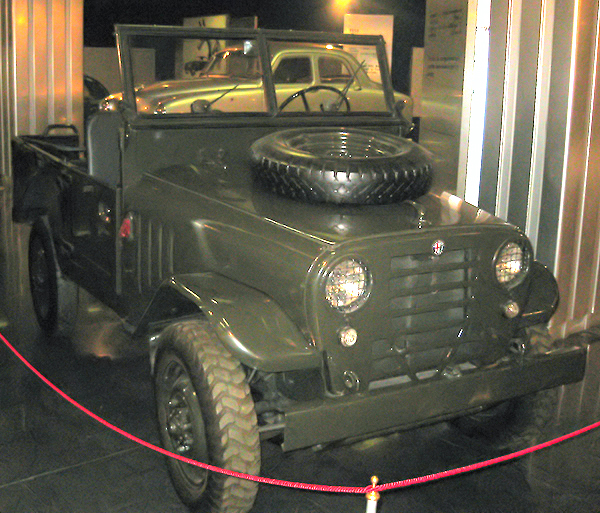
Alfa Romeo Matta.

Alfa Romeo fabriqua six prototypes dont une version Matta Giardinetta, une version avec citerne, une version diesel et même une version chasse-neige avec un moteur à turbine. La fabrication d'une petite série fut lancée, 2 059 exemplaires furent fabriqués entre 1951 et 1955, sur commande de l'État italien pour des utilisations spécifiques.
Le surnom de « Matta » - folle en italien - venait d'une habile campagne publicitaire, organisée grâce à quelques manifestations à grand retentissement : une Alfa Romeo Matta monte et descend les marches de l'accès à la Basilique d'Assise, le « Monte Stella » à Milan, la fameuse colline créée avec les décombres des bombardements américains sur la ville à la fin de la Seconde Guerre mondiale.
Giuseppe Busso, Guido Moroni, le colonel Ferruccio Garbari furent les concepteurs et les premiers essayeurs des prototypes mais aussi les auteurs de cette campagne de publicité qui a fait découvrir ce modèle.
L'Alfa Romeo Matta connu également une carrière sportive avec la victoire dans la catégorie Véhicules militaires, de la célèbre course des Mille Miglia, en 1952. L’équipe Costa/ Verga avec le numéro de départ 4M a terminé à la 114e place. Cependant, l’équipe portant le numéro de départ 3M a dû arrêter la course.

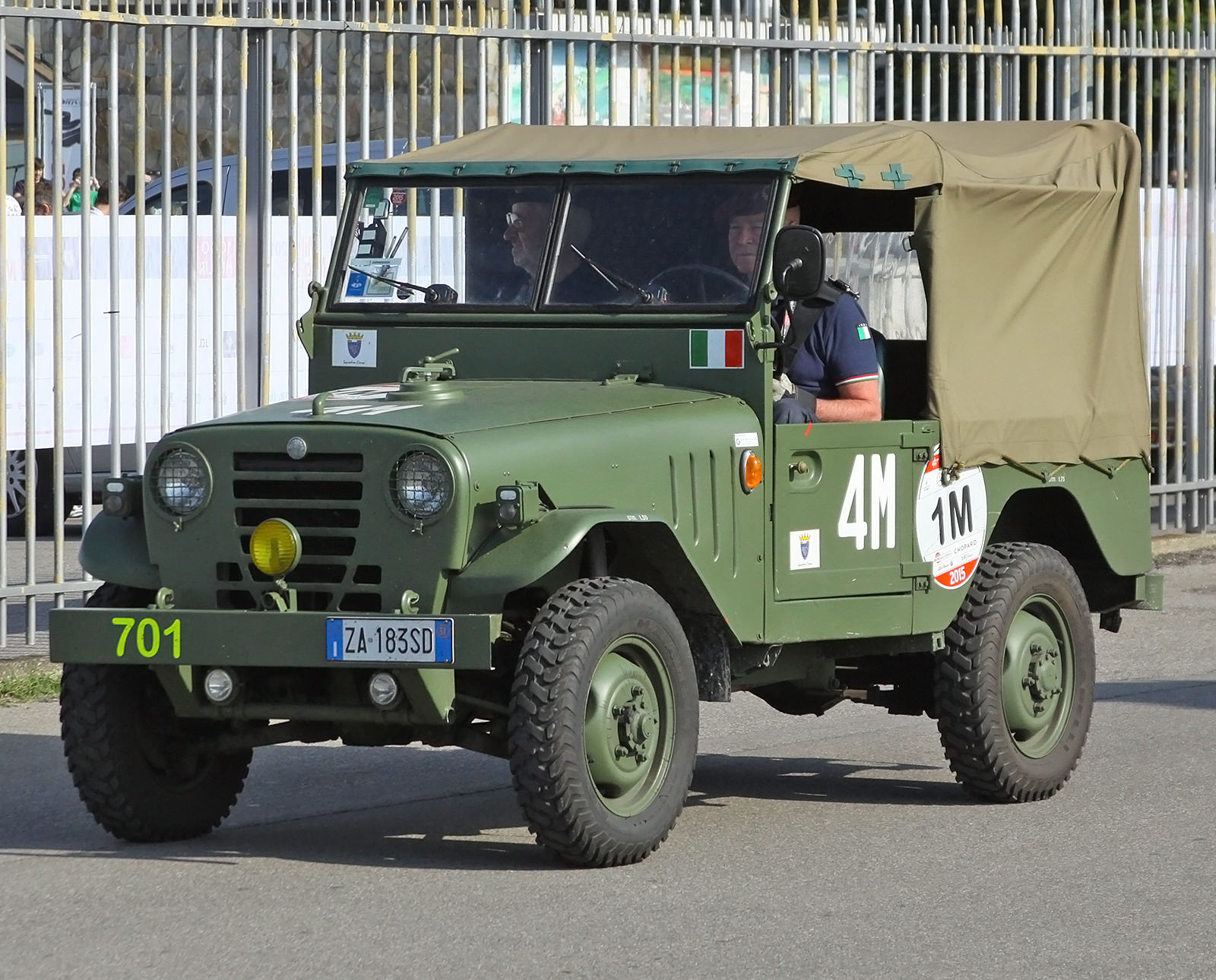
Alfa Romeo Matta 4M

Selon le Registre Alfa Romeo, les 2 059 exemplaires ont été ainsi distribués :
- 1 281 au ministère de la Défense (inclus les Carabiniers) ;
- 457 au ministère de l'Intérieur pour la Police routière ;
- 29 au ministère de la Marine ;
- 11 au ministère de l'Aviation militaire ;
- 3 au ministère des Finances ;
- 1 au ministère des Transports ;
- 1 au ministère de l'Agriculture ;
- 116 AR 51 plus 154 AR 52 ont été vendus à des particuliers ;
- 36 entre prototypes et exemplaires de présérie.

Le premier exemplaire de série sera produit en mars 1952 dans l'usine Alfa Romeo Avio de San Martino à Pomigliano d'Arco, près de Naples. Les exemplaires fabriqués durant la dernière année de production, 1954, portent la référence AR52.

## Caractéristiques techniques
- Moteur : Alfa Romeo AR 1307 - 4-cylindres en alliage léger - 2 arbres à cames en tête, 1 884 cm3 (Alésage 82,55 mm, Course 88 mm), 65 ch DIN à 4 400 tr/min, couple 12,5 mkg DIN à 2 500 tr/min, taux de compression 7,0:1
- Boîte de vitesses : Alfa Romeo à 4 rapports avant plus marche arrière et réducteur pour chaque rapport. Rapports de boîte : 1re 3,786:1, 2e 2,381:1, 3e 1,536:1, 4e 1:1 ; AR 3,684:1. Réduction : Normal 1:1,192 Réduit 1:3,826 Essieu différentiel 10/47. Traction sur l'essieu arrière et traction intégrale par commande mécanique.
- Garde au sol : 20,5 cm - Passage de gué de 70 cm et pente maxi de 120 %.
- Suspensions : avant à roues indépendantes, bras transversaux et barres de torsion longitudinales - Arrière : essieu rigide.
- Le réservoir de carburant avait une taille de 50 litres[2].

## Héritière de la Matta
L'Alfa Romeo AR51 Matta n'aura pas eu la diffusion espérée par la direction du constructeur milanais même si elle obtint une reconnaissance durant des courses et des épreuves particulières comme lors des Mille Miglia de 1952 où elle gagna avec quarante minutes d'avance sur la seconde voiture au classement général. Deux exemplaires ont également participé à la traversée d'Est en Ouest de l'Amérique latine durant plus de sept mille kilomètres en avril 1952.
Trente-cinq ans plus tard, Alfa Romeo décide d'étudier à nouveau un véhicule 4 × 4 tout-terrain pour une utilisation civile et militaire. Au printemps 1988, Alfa Romeo lance l'AR148, qui ne restera qu'au stade du premier prototype construit, avec un moteur de 2 L de cylindrée développant 100 ch et une transmission intégrale permanente. Son intégration au sein du groupe Fiat lui sera fatale. Le projet n'aura jamais de suite.